# Gábriel Tibor
Gábriel Tibor (Budapest, 1950. november 18. –) magyar történész, művelődésszervező, városkutató.

## Végzettségei
Gábriel Ferenc és Nagy Irén első gyermekeként született, testvére Gábriel György. Szász Évával kötött házasságából (1975–1997) két lánya született (Gábriel Andrea - 1975 és Gábriel Ajna - 1977).
A VII. kerületi Kertész utcai általános iskolában (1964), a IX. kerületi József Attila Gépipari Technikumban (1969), majd a kecskeméti Gépipari és Automatizálási Műszaki Főiskolán tanult – utóbbit nem fejezte be (1972). Klubvezetői vizsgáját 1977-ben tette le. Az Eötvös Loránd Tudományegyetem Bölcsészettudományi Kara történelem-népművelés szakán 1983-ban diplomázott. 1994-ben közigazgatási alapvizsgát, 2004-ben EU-s pályázatírói vizsgát tett le.

## Munkahelyei
1969-ben a Ganz Mávag lakatosa, 1972-1973-ban a Mechanikai Laboratórium részletszerkesztője, technológusa, 1973-1975 között a Fővárosi Köztisztasági Hivatal forgalomirányítója, 1975-1977 között a VOLÁN 22. Vállalat műszaki előadója, 1977-1983 években Bp. XV. ker VB. Közművelődési Intézmények Igazgatósága ifjúsági házvezetője (Kozák téri Ifjúsági Ház), 1983-1985 között a Szakszervezetek Fővárosi Művelődési Háza népművelője, 1985-tól 2000-ig a Közép-Dunavidéki Intéző Bizottság (később Közép-Dunavidéki Regionális Idegenforgalmi Bizottság) főtanácsosa, titkársági csoportvezetője. Egyben ellátja 1989-1994 között a Dunakanyar folyóirat szerkesztőségi titkári feladatait, 1995 és 2000 között pedig a felelős szerkesztője. 2000-től kisebb megszakításokkal egyéni vállalkozó: 2000-től 2002-ig a Kétheti Turizmus szakújságírója, 2003-ban a Budapesti Nap regionális rovata részletszerkesztője, 2005-2006-ban a Hegyvidéki Helytörténeti Gyűjtemény és Galéria történész-muzeológusa, 2006-2010 között szabadúszó, 2010-től nyugdíjas.

## Sport
1964-1969 között az Építők SC kajak-kenu szakosztályában versenyszerűen kenuzik; 1982-ben sportvitorlás vezetői vizsgát tesz,  1984-1990 között a Magyar Televízió búvár szakosztályának, 1992-1996 között az FTSK SE Delfin búvár szakosztálya tagja, legmagasabb búvár vizsgája -1995-ben PADI Rescue Diver; 1996-tól az Ipari Minisztérium SE vitorlás szakosztályának tagja – 1997-ben 200 tengeri mérföldes nemzetközi sportvitorlás hajóvezetői vizsgát tesz le.

## Társadalmi munkája
A Budapesti Honismereti Társaság titkári feladatait társadalmi megbízatásként 1997-től látja el. Javaslatára került sor 1998-ban a „Városunk -- Budapesti Honismereti Híradó” című, negyedévenként megjelenő periodika kiadására, majd a lap indulásától napjainkig ellátja felelős szerkesztését (alapító szerkesztő). 2003-ban kezdeményezi a Budapesti Históriák c. előadóest sorozat indulását, a 2005-ben induló Budapesti Helytörténeti Portál működtetője (alapító szerkesztő).
A reformkori gazdaságpolitikával, a magyarországi civil szervezetek és a Budai Vigadó történeti múltjával foglalkozó szakmai publikációi részben folyóiratokban (Dunakanyar, Honismeret, SZIN, Örökség stb.), részben tanulmánygyűjteményekben (Vasúthistória Évkönyv [1996; 2003--2007], Újpest 1907–2007, Tanulmányok Budapest múltjából XXXV., Budapesti Helytörténeti Emlékkönyv V. és VII., stb.) jelentek meg. Rendszeresen népszerűsítette a reformkor és a kiegyezés kora jelentős Pest-budai, majd budapesti személyiségeit, történéseit, épületeit – ismeretterjesztő írásait a főváros kerületi újságai közölték. A 2005 és 2010 között kiadott Budapesti Helytörténeti Emlékkönyv I-VII. sorozatszerkesztője, önálló kötete: A Budai Vigadó története (2011). 

## Főbb kitüntetései
- A Honismereti Szövetség Honismereti Emlékérméje (2004)[11]
- Bél Mátyás-díj (2010)[12]
- Budapest Főváros Önkormányzata (2013)[13] Budapestért-díja[14]